# Kickxellomycotina
Kickxellomycotina — підвідділ грибів. Представники групи раніше включались у відділ Zygomycota.

## Екологія
Серед Kickxellomycotina є сапротрофи, що живуть у ґрунті, а також паразити та симбіонти грибів.

## Систематика
Класифікація за Wijayawardene et al. 2019.
Підвідділ Kickxellomycotina Benny 2007
- Клас Dimargaritomycetes(інші мови) Tedersoo et al. 2018
  - Порядок Ramicandelaberales(інші мови) Doweld 2014
    - Родина Ramicandelaberaceae(інші мови) Doweld 2014

  - Порядок Dimargaritales(інші мови) Benjamin 1979
    - Родина Spinaliaceae(інші мови) Doweld 2014
    - Родина Dimargaritaceae(інші мови) Benjamin 1959
- Клас Kickxellomycetes(інші мови) Tedersoo et al. 2018
  - Порядок Barbatosporales(інші мови) Doweld 2014
    - Родина Barbatosporaceae(інші мови) Doweld 2014

  - Порядок Spiromycetales(інші мови) Doweld 2014
    - Родина Spiromycetaceae(інші мови) Doweld 2014

  - Порядок Orphellales Valle et al. 2018
    - Родина Orphellaceae(інші мови) Doweld 2014

  - Порядок Kickxellales(інші мови) Kreisel 1969 ex. Benjamin 1979
    - Родина Kickxellaceae(інші мови) Linder 1943

  - Клада Trichomycetalia Cavalier-Smith 1998
    - Порядок Asellariales(інші мови) Manier 1950 ex. Manier & Lichtwardt 1978 emend. Valle & Cafaro 2008
      - Родина Baltomycetaceae(інші мови) Doweld 2013
      - Родина Asellariaceae(інші мови) Manier 1950 ex. Manier & Lichtward 1968

    - Порядок Harpellales(інші мови) Lichtwardt & Manier 1978
      - Родина Harpellaceae(інші мови) Léger & Duboscq 1929 ex Kirk & Cannon 2007
      - Родина Legeriomycetaceae(інші мови) Pouzar 1972